# Cobie Smulders
Jacoba Francisca Maria „Cobie“ Smulders (* 3. dubna 1982 Vancouver, Britská Kolumbie, Kanada) je americko-kanadská herečka. Mezi její nejznámější role patří postava Robin Scherbatské v seriálu Jak jsem poznal vaši matku.

## Životopis

### Osobní život
Narodila se ve Vancouveru nizozemskému otci a anglické matce. Pojmenována byla po své nizozemské pratetě Jacobě, přičemž právě od ní dostala svoji přezdívku „Cobie“. Má sedm sourozenců.
Jako dítě chtěla být doktorkou nebo mořskou bioložkou. Na střední škole se začala zajímat o herectví a vystupovala v několika školních inscenacích. V roce 2000 dokončila s vyznamenáním střední školu Lord Byng Secondary School. Během studií se věnovala také modelingu.
Mluví plynně francouzsky.
Se svým manželem, hercem Taranem Killamem, kterého si vzala v roce 2012, má dceru Shaelyn. Žijí spolu v Los Angeles. Po svatbě zní celé její občanské jméno „Jacoba Francisca Maria Smulders-Killam“.
V dubnu 2015 uvedla, že v roce 2007, kdy natáčela třetí řadu seriálu Jak jsem poznal vaši matku, jí byla diagnostikována rakovina vaječníků, kterou ale po dvou letech úspěšně překonala.

### Kariéra
V televizi debutovala v roce 2002 epizodní rolí v seriálu Lovci netvorů, téhož roku se objevila i v seriálu Jeremiah. V hlavní roli se poprvé představila v seriálu Veritas (2003–2004). V letech 2005–2014 hrála v sitcomu Jak jsem poznal vaši matku televizní reportérku Robin Scherbatskou.

## Filmografie

### Film
- Kráčející skála (2004) – kráska v autě
- Ill Fated (2004) – Mary
- Dlouhý víkend (2004) – Ellen
- The Slammin' Salmon (2009) – Tara
- Avengers (2012) – Maria Hillová
- Grassroots (2012) – Clair
- Bezpečný přístav (2013) – Carly Jo Wheatley
- Pozdravy ze spermabanky (2013) – Emma
- LEGO příběh (2014) – Wonder Woman
- They Came Together (2014) – Tiffany
- Captain America: Návrat prvního Avengera (2014) – Maria Hillová
- Results (2015) – Kat
- Avengers: Age of Ultron (2015) – Maria Hillová
- Zásah do vztahu (2016) – Ruby
- Jack Reacher: Nevracej se (2016) – major Susan Turnerová
- Literally, Right Before Aaron (2017) – Allison
- Zabít Gunthera (2017) – Lisa McCallaová
- Avengers: Infinity War (2018) – Maria Hillová
- Alright Now (2018) – Joanne
- LEGO příběh 2 (2019) – Wonder Woman (hlas)
- Avengers: Endgame (2019) – Maria Hillová
- Spider-Man: Daleko od domova (2019) – Maria Hillová
- Cicada (2020) – Sophie

### Televize
- Lovci netvorů (1 epizoda, 2002) – Zoe
- Jeremiah (1 epizoda, 2002) – Deborah
- Volání mrtvých (1 epizoda, 2003) – Sarah Webb
- Veritas (13 epizod, 2003–2004) – Juliet Droil
- Smallville (1 epizoda, 2004) – Shannon Bell
- Andromeda (2 epizody, 2005) – Rhadeova manželka
- Láska je Láska (4 epizody, 2005) – Leigh Ostin
- Jak jsem poznal vaši matku (208 epizod, 2005–2014) – Robin Scherbatská
- Jak dobýt Ameriku (1 epizoda, 2010) – Hayley
- Agenti S.H.I.E.L.D. (3 epizody, 2013–2015) – Maria Hillová
- Comedy Bang! Bang! (1 epizoda, 2013) – sama sebe
- Best Time Ever with Neil Patrick Harris (1 epizoda, 2015) – sama sebe
- Zviřátka (1 epizoda, 2016) – Anni (dabing)
- A Series of Unfortunate Events (8 epizod, 2017) – Matka / paní Quagmire
- Nature Cat (4 epizody, 2017–2018) – Nature Dog (dabing)
- Friends from College (16 epizod, 2017–2019) – Lisa Turner
- Arrested Development (3 epizody, 2019) – mladá Lucille Bluth
- Stumptown (18 epizod, 2019–2020) – Dexadrine „Dex“ Parios
- Pokoj 104 (1 epizoda, 2019) – Marian Wallace
- Simpsonovi (1 epizoda, 2020) – Hydrangea (dabing)
- Co kdyby…? (1 epizoda, 2021) – Maria Hill (dabing)
- American Crime Story (5 epizod, 2021) – Ann Coulter